# ネリー・ファータド
ネリー・キム・フルタード（Nelly Kim Furtado、1978年12月2日 - ）は、カナダのブリティッシュ・コロンビア州出身の歌手、シンガーソングライター。

## 概要・特徴
両親がポルトガルのアゾレス諸島出身のポルトガル系カナダ人である。祖父の兄弟には高名なマーチングバンドの作曲家、父親はポルトガルの民族音楽"ファド"のミュージシャン、母親は合唱隊に所属していたなど、音楽に囲まれた環境で育った。Furtadoという彼女の苗字はポルトガル語で、本来ならば、「フルタード」と発音する。「ネリー・フルタード（フルタド）」という表記が散見されるのはそのため。また、その姓の意味は「盗まれた」である。
彼女の楽曲の特徴としては、様々なジャンルを取り入れながらも今様のR&Bの音色やリズムを組み合わせた、"ネリー・ファータド的"としか形容できない音楽性にあると言える。
また、アルバムごとに大きく異なった音楽性を持っているのも彼女の大きな特徴。
聴く音楽の幅も広く、エミネムなどのヒップホップからマライア・キャリーなどのR&B、レディオヘッドのようなオルタナティブロック、さらにはインドネシア等のアジアの音楽まで非常に多様らしい。
自身のインタビューの中で、グウェン・ステファニーやベックをフェイバリットミュージシャンとして挙げたこともある。
ツアーバンドのDJとの間に生まれた娘がいるが彼とは2005年に別れており、2008年に音響エンジニアと結婚した。

## 来歴
4歳の頃から英語とポルトガル語で歌い始める。14歳の頃にはストリートでラップをしていたらしい。
16歳で曲作りを始める。高校卒業後トロントへ移住した後、ライブパフォーマンスが話題となり、同じカナダのミュージシャンからデモトラックのプロデュースを申し込まれる。
2000年、ファーストアルバムである「Whoa Nelly! (邦題:ネリー・ファータド！) 」でデビュー。本国カナダで、"カナダのグラミー賞"と言われるジュノー賞で主要部門を独占。そしてグラミー賞においてもBeat New Artist、Song of the Year ("I'm Like A Bird") 、Best Female Pop Vocal Performance、Best Pop Vocal Albumの4部門でノミネートされ、そのうちのBest Female Pop Vocal Performanceを受賞。
このアルバムは全世界で600万枚セールスを記録する大ヒットになった。
2003年、セカンドアルバム「Folklore」をリリース。自身のルーツに立ち返って作られたフォークアルバム。Track & Fieldをメインプロデューサーに迎えての制作。"Powerless"がジュノー賞でSong of the Yearを勝ち取ったものの、2001年にミッシー・エリオットと共演した事もあり、世間からはヒップホップアルバムを作ると予想されていたためなのか、売り上げ的には前作を大きく下回る120万枚であった。
2006年、サードアルバム「Loose」をリリース。ティンバランドをメインプロデューサーに迎えて作られた。アメリカでのリードトラック"Promiscuous"がグラミー賞のBest Pop Collaboration with Vocalsにノミネートされた。
2009年9月、スペイン語のアルバム「Mi Plan」をリリース（日本盤のリリースはなし）。
2010年2月12日、バンクーバーオリンピック開会式にブライアン・アダムスとともに登場し、「Bang the Drum」をデュエットした。
同年、オリビア・ニュートン＝ジョン主演映画『スコア』に出演。

## ディスコグラフィ

### アルバム
| 年                                        | タイトル                  | アルバム詳細 | チャート最高位 | チャート最高位 | チャート最高位 | チャート最高位 | チャート最高位 | チャート最高位 | チャート最高位 | チャート最高位 | チャート最高位 | 認定 |
| 年                                        | タイトル                  | アルバム詳細 | CAN            | AUS            | AUT            | GER            | NLD            | NZ             | SWI            | UK             | US             | 認定 |
| ----------------------------------------- | ------------------------- | --- | -------------- | -------------- | -------------- | -------------- | -------------- | -------------- | -------------- | -------------- | -------------- | --- |
| 2000                                      | Whoa, Nelly!              | - 発売日: 2000年10月24日 - レーベル: DreamWorks - フォーマット: CD, cassette, digital download - 全米売上: 247万枚        | 2              | 4              | 37             | 14             | 10             | 5              | 6              | 2              | 24             | - CAN: 4× プラチナ - AUS: 2× プラチナ - GER: ゴールド - NVPI: ゴールド - NZ: 3× プラチナ - SWI: プラチナ - UK: プラチナ - US: 2× プラチナ                         |
| 2003                                      | Folklore                  | - 発売日: 2003年11月25日 - レーベル: DreamWorks - フォーマット: CD, digital download - 全米売上: 42.5万枚                 | 18             | 82             | 10             | 4              | 4              | —              | 13             | 11             | 38             | - CAN: プラチナ - GER: プラチナ - SWI: プラチナ - UK: ゴールド - US: ゴールド                                                                                     |
| 2006                                      | Loose                     | - 発売日: 2006年6月20日 - レーベル: Mosley, Geffen - フォーマット: CD, LP, digital download - 全米売上: 200万枚           | 1              | 4              | 1              | 1              | 2              | 1              | 1              | 4              | 1              | - CAN: 5× プラチナ - AUS: 2× プラチナ - AUT: 2× プラチナ - FRA: プラチナ - GER: 5× プラチナ - NZ: 2× プラチナ - SWI: 5× プラチナ - UK: 3× プラチナ - US: プラチナ |
| 2009                                      | Mi Plan                   | - 発売日: 2009年9月15日 - レーベル: Nelstar, Universal Latino - フォーマット: CD, LP, digital download - 全米売上: 10万枚 | 20             | —              | 6              | 5              | 30             | —              | 3              | —              | 39             | - GER: ゴールド - SWI: ゴールド - US: プラチナ |
| 2012                                      | The Spirit Indestructible | - 発売日: 2012年9月18日 - レーベル: Mosley, Interscope - フォーマット: CD, digital download - 全米売上: 0.6万枚           | 18             | —              | 8              | 3              | 41             | —              | 3              | 46             | 79             | - CAN: ゴールド |
| 2017                                      | The Ride                  | |                |                |                |                |                |                |                |                |                | |
| 2024                                      | 7                         | |                |                |                |                |                |                |                |                |                | |
| "—"は未発売またはチャート圏外を意味する。 |                           | |                |                |                |                |                |                |                |                |                | |